# Parascyllium variolatum
Parascyllium variolatum е вид акула от семейство Parascylliidae. Видът не е застрашен от изчезване.

## Разпространение и местообитание
Разпространен е в Австралия (Виктория, Западна Австралия, Тасмания и Южна Австралия).
Обитава крайбрежията и пясъчните дъна на морета в райони с умерен климат. Среща се на дълбочина от 52,5 до 180 m, при температура на водата от 17 до 17,6 °C и соленост 35,7 – 35,9 ‰.

## Описание
На дължина достигат до 91 cm.